# Даль, Уве
Уве Даль (норв. Ove Dahl, 29 января 1862 — 17 сентября 1940) — норвежский ботаник.

## Биография
Окончил Трондхеймскую кафедральную школу в 1880 году. Окончил филологический факультет университета Осло в 1886 году, после чего работал преподавателем. Его интересы в конце концов обратились к ботанике, и он был куратором Ботанического музея при Университете с 1893 года до выхода на пенсию в 1922 году. Первые годы работал как помощник профессора Акселя Блюта.
Уве Даль особенно известен своими работами по географии растений, а также завершением в 1906 году труда Блюта по описанию норвежской флоры («Norges Flora»). Эта работа была единственной в своём роде в Норвегии 1940-х годов.
Его поздние годы были трагическими: последние восемнадцать лет жизни он провёл в психиатрическом учреждении.

## Произведения
- «Biskop Gunneus virksomhed fornemmelig som botaniker tilligemed en oversigt over botanikens tilstand i Danmark og Norge indtil hans død» (1892—1911)
- «Carl von Linnés forbindelse med Norge» (1907).

## Память
В честь ботаника названы:
- Papaver dahlianum Nordh. из семейства Маковые (Papaveraceae)